# The Guess Who
The Guess Who er et canadisk rockband fra Winnipeg, Manitoba, Canada.
| Musikgruppe | Spire Denne artikel om en musikgruppe er en spire som bør udbygges. Du er velkommen til at hjælpe Wikipedia ved at udvide den. |